# Журавское сельское поселение (Волгоградская область)
Жура́вское се́льское поселе́ние — муниципальное образование в Еланском районе Волгоградской области. Административный центр — село Журавка.

## История
Журавское сельское поселение образовано 24 декабря 2004 года в соответствии с Законом Волгоградской области № 980-ОД.

## Население
| 2010 | 2012 | 2013 | 2014 | 2015 | 2016 | 2017 |
| ---- | ---- | ---- | ---- | ---- | ---- | ---- |
| 910  | ↘888 | ↘884 | ↗892 | ↘870 | ↘846 | ↘832 |
| 2018 | 2019 | 2020 | 2021 |      |      |      |
| ↘820 | ↘783 | ↘759 | ↘732 |      |      |      |

## Состав сельского поселения
| № | Населённый пункт | Тип населённого пункта       | Население |
| - | ---------------- | ---------------------------- | --------- |
| 1 | Журавка          | село, административный центр | 788       |
| 2 | Зелёный          | хутор                        | 122       |